# Jelena Dokić
Jelena Dokić, (cirill írással Јелена Докић), (Eszék, 1983. április 12. –) szerb származású ausztrál hivatásos teniszezőnő, junior egyéni és páros Grand Slam-tornagyőztes, egykori junior világelső, Hopman-kupa győztes, olimpikon.
1998-ban, azaz 15 évesen lett profi teniszező. Ugyanebben az évben juniorként egyéniben megnyerte a US Opent, s világelső is volt, amiért az ITF őt választotta az év legjobb egyéni játékosává a lányok között. Szintén 1998-ban párosban Kim Clijstersszel megnyerte a Roland Garroson a junior lányok páros versenyét.
Karrierje során hat egyéni és négy páros WTA-tornát nyert meg, emellett 8 ITF-tornán végzett az első helyen. Legjobb egyéni eredménye Grand Slam-tornákon a 2000-es wimbledoni teniszbajnokságon elért elődöntő volt, párosban a 2001-es Roland Garroson döntőt játszott. Legjobb helyezése az egyéni világranglistán a negyedik volt, amelyet 2002 augusztusában ért el, párosban 2002. februárban a 10. helyre került.
Tagja volt az 1999-ben Hopman-kupa-győztes ausztrál válogatottnak. Ausztrália színeiben vett részt a Sydney-ben rendezett 2000-es olimpián, ahol a bronzmérkőzésen Szeles Mónikától vereséget szenvedve a 4. helyen végzett. Párosban Rennae Stubbs párjaként a 2. körben estek ki, miután vereséget szenvedtek az egészen a döntőig jutó holland párostól.
1998–2000 és 2009–2012 között Ausztrália, 2004-ben Szerbia és Montenegró válogatottjának tagjaként vett részt a Fed-kupa mérkőzéssorozatán.
2001-ben apjával visszaköltöztek Jugoszláviába, ekkortól játéka komoly családi problémák miatt (főleg apja, Damir botrányainak, fizikai és verbális molesztálásának köszönhetően) fokozatosan visszaesett, 2005-re kiesett a legjobb 100-ból. 2006-ban visszaköltözött Ausztráliába, hogy minél távolabb legyen apjától. A 2009-es Australian Openen, miután megszakította kapcsolatát apjával, visszatért az elitbe, szabadkártyát kapva a szervezőktől több, mint 5 év sikertelenség után megnyerte első Grand Slam-mérkőzését és egészen a negyeddöntőig jutott.
2017-ben jelentette meg életrajzi könyvét Unbreakable címmel, amely Ausztráliában jelent meg.

## Kiemelkedő győzelmei
Győzelmei a világelsők ellen:
- Martina Hingis ellen az 1999-es wimbledoni teniszbajnokság 1. fordulójában (6–2, 6–0);
- Venus Williams a 2000-es Rome Masters 3. fordulójában (6–1, 6–2);
- Amélie Mauresmo ellen a 2001-es Rome Masters döntőjében (7–6(3), 6–1);
- Arantxa Sánchez Vicario ellen a 2001-es tokiói Toyota Princess Cup döntőjében (6–4, 6–2);
- Szeles Mónika ellen a 2002-es párizsi Open GDF Suez elődöntőjében (6–3, 3–6, 6–4);
- Justine Henin ellen Hamburgban a 2002-es Betty Barclay Cup negyeddöntőjében (7–6(3), 7–6(3))
- Jennifer Capriati ellen San Diegóban a 2002-es Acura Classic torna negyeddöntőjében (2–6, 6–2, 6–4);
- Jelena Janković ellen Sanghajban a 2003-as China Open 1. fordulójában (7–6(6), 4–4 feladta);
- Kim Clijsters ellen a 2003-as Zürich Open elődöntőjében (1–6, 6–3, 6–4);
- Caroline Wozniacki ellen a 2009-es Australian Open 3. körében (3–6, 6–1, 6–2);

Győzelmet aratott még olyan kiemelkedő játékosok ellen is, mint Mary Pierce, Jelena Gyementyjeva, Francesca Schiavone és Anna Csakvetadze.

## Junior Grand Slam döntői

### Egyéni

#### Győzelmek (1)
| Év   | Bajnokság | Borítás | Ellenfél           | Eredmény |
| ---- | --------- | ------- | ------------------ | -------- |
| 1998 | US Open   | Kemény  | Katarina Srebotnik | 6–4, 6–2 |

#### Elveszített döntői (1)
| Év   | Bajnokság     | Borítás | Ellenfél       | Eredmény |
| ---- | ------------- | ------- | -------------- | -------- |
| 1998 | Roland Garros | Salak   | Nagyja Petrova | 3–6, 3–6 |

### Páros

#### Győzelmek (1)
| Év   | Bajnokság     | Borítás | Partner       | Ellenfél                           | Eredmény |
| ---- | ------------- | ------- | ------------- | ---------------------------------- | -------- |
| 1998 | Roland Garros | Salak   | Kim Clijsters | Jelena Gyementyjeva Nagyja Petrova | 6–4, 7–6 |

#### Elveszített döntői (1)
| Év   | Bajnokság | Borítás | Partner          | Ellenfél                  | Eredmény |
| ---- | --------- | ------- | ---------------- | ------------------------- | -------- |
| 1998 | US Open   | Kemény  | Evie Dominikovic | Kim Clijsters Eva Dyrberg | 6–7, 4–6 |

## Grand Slam döntői

### Páros

#### Elveszített döntői (1)
| Év   | Bajnokság     | Borítás | Partner           | Ellenfél                            | Eredmény |
| ---- | ------------- | ------- | ----------------- | ----------------------------------- | -------- |
| 2001 | Roland Garros | Salak   | Conchita Martínez | Virginia Ruano Pascual Paola Suárez | 6–7, 4–6 |

## WTA-döntői

### Egyéni

#### Győzelmei (6)
| Összesítés           |                        |
| Grand Slam-torna (0) |                        |
| Tier I (2)           | Premier Mandatory* (0) |
| Tier II (1)          | Premier Five* (0)      |
| Tier III (1)         | Premier* (0)           |
| Tier IV (1)          | International* (1)     |
| Tier V (0)           | Challenger* (0)        |

* 2009-től megváltozott a tornák rendszere.
 Az egymás mellett azonos színnel jelölt tornatípusok között nincs teljes mértékű megfelelés.
| No. | Dátum                | Helyszín                         | Borítás     | Ellenfél a döntőben   | Eredmény a döntőben |
| 1.  | 2001. május 20.      | Tennis Masters Series Rome, Róma | Salak       | Amélie Mauresmo       | 7–6(3), 6–1         |
| 2.  | 2001. szeptember 23. | Toyota Princess Cup, Tokió       | Kemény      | A. Sánchez Vicario    | 6–4, 6–2            |
| 3.  | 2001. október 7.     | Kremlin Cup, Moszkva             | Szőnyeg (f) | Jelena Gyementyjeva   | 6–3, 6–3            |
| 4.  | 2002. április 7.     | Sarasota Open, Sarasota          | Zöld salak  | Tatyjana Panova       | 6–2, 6–2            |
| 5.  | 2002. június 16.     | DFS Classic, Birmingham          | Fű          | Anasztaszija Miszkina | 6–2, 6–3            |
| 6.  | 2011. március 6.     | Malaysian Open, Kuala Lumpur     | Kemény      | Lucie Šafářová        | 2–6, 7–6(9), 6–4    |

#### Elveszített döntői (8)
| No. | Dátum                | Helyszín                                 | Borítás | Ellenfél a döntőben | Eredmény a döntőben |
| 1.  | 2001. szeptember 16. | Brasil Open, Salvador                    | Kemény  | Szeles Mónika       | 3–6, 3–6            |
| 2.  | 2001. október 15.    | Zürich Open, Zürich                      | Szőnyeg | Lindsay Davenport   | 3–6, 1–6            |
| 3.  | 2001. október 22.    | Generali Ladies Linz, Linz               | Kemény  | Lindsay Davenport   | 4–6, 1–6            |
| 4.  | 2002. február 4.     | Open GDF Suez, Párizs                    | Szőnyeg | Venus Williams      | játék nélkül        |
| 5.  | 2002. május 25.      | Internationaux de Strasbourg, Strasbourg | Salak   | Silvia Farina Elia  | 4–6, 6–3, 3–6       |
| 6.  | 2002. július 29.     | Acura Classic, San Diego                 | Kemény  | Venus Williams      | 2–6, 2–6            |
| 7.  | 2003. október 13.    | Zürich Open, Zürich                      | Szőnyeg | Justine Henin       | 0–6, 4–6            |
| 8.  | 2011. június 18.     | UNICEF Open, ’s-Hertogenbosch            | Fű      | Roberta Vinci       | 7–6(7), 3–6, 5–7    |

### Páros

#### Győzelmei (4)
| Összesítés           |                        |
| Grand Slam-torna (0) |                        |
| Tier I (0)           | Premier Mandatory* (0) |
| Tier II (3)          | Premier Five* (0)      |
| Tier III (0)         | Premier* (0)           |
| Tier IV (1)          | International* (0)     |
| Tier V (0)           | Challenger* (0)        |

* 2009-től megváltozott a tornák rendszere.
 Az egymás mellett azonos színnel jelölt tornatípusok között nincs teljes mértékű megfelelés.
| No. | Dátum               | Helyszín                                                | Borítás     | Partner          | Ellenfél a döntőben             | Eredmény a döntőben |
| 1.  | 2001. október 28.   | Generali Ladies Linz, Linz, Ausztria                    | Kemény      | Nagyja Petrova   | Els Callens Chanda Rubin        | 6–1, 6–4            |
| 2.  | 2002. április 7.    | Sarasota Clay Court Classic, Sarasota, Egyesült Államok | Salak       | Jelena Lihovceva | Els Callens Conchita Martínez   | 6–7(5), 6–3, 6–3    |
| 3.  | 2002. augusztus 11. | East West Bank Classic, Los Angeles, Egyesült Államok   | Kemény      | Kim Clijsters    | Daniela Hantuchová Szugijama Ai | 6–3, 6–3            |
| 4.  | 2002. október 27.   | Generali Ladies Linz, Linz, Ausztria                    | Szőnyeg (f) | Nagyja Petrova   | Fudzsivara Rika Szugijama Ai    | 6–3, 6–2            |

#### Elveszített döntői (6)
| No. | Dátum                | Helyszín                                      | Borítás     | Partner           | Ellenfél a döntőben                      | Eredmény a döntőben |
| 1.  | 1999. szeptember 26. | Toyota Princess Cup, Tokió, Japán             | Kemény      | Amanda Coetzer    | Conchita Martínez Patricia Tarabini      | 7–6(5), 4–6, 2–6    |
| 2.  | 2001. május 28.      | Roland Garros, Párizs, Franciaország          | Salak       | Conchita Martínez | Virginia Ruano Pascual Paola Suárez      | 2–6, 1–6            |
| 3.  | 2001. augusztus 20.  | Pilot Pen Tennis, New Haven, Egyesült Államok | Kemény      | Nagyja Petrova    | Cara Black Jelena Lihovceva              | 0–6, 6–3, 2–6       |
| 4.  | 2002. szeptember 30. | Kremlin Cup, Moszkva, Oroszország             | Szőnyeg (f) | Nagyja Petrova    | Jelena Gyementyjeva Janette Husárová     | 6–2, 3–6, 6–7(7)    |
| 5.  | 2002. október 14.    | Zürich Open, Zürich, Svájc                    | Kemény (f)  | Nagyja Petrova    | Jelena Bovina Justine Henin              | 2–6, 6–7(2)         |
| 6.  | 2003. május 12.      | Rome Masters, Róma, Olaszország               | Salak       | Nagyja Petrova    | Szvetlana Kuznyecova Martina Navratilova | 4–6, 7–5, 2–6       |

## ITF döntői

### Egyéni: 10 (8–2)
| $100,000 torna (2–0) |
| $75,000 torna (2–0)  |
| $50,000 torna (1–1)  |
| $25,000 torna (3–1)  |
| $10,000 torna (0–0)  |

| Borításonként |
| ------------- |
| Kemény (3–1)  |
| Salak (5–0)   |
| Fű (0–1)      |
| Szőnyeg (0–0) |

| Eredmény | #  | Dátum              | Torna                         | Borítás | Ellenfél          | Eredmény         |
| -------- | -- | ------------------ | ----------------------------- | ------- | ----------------- | ---------------- |
| Döntős   | 1. | 1998. október 11.  | Saga, Saga, Japán             | Fű      | Alicia Molik      | 4–6, 3–6         |
| Győztes  | 1. | 2008. május 5.     | Firenze, Olaszország          | Salak   | Lucie Hradecká    | 6–1, 6–3         |
| Győztes  | 2. | 2008. május 12.    | Caserta, Olaszország          | Salak   | Patricia Mayr     | 6–3, 6–1         |
| Győztes  | 3. | 2008. július 14.   | Darmstadt, Németország        | Salak   | Michelle Gerards  | 6–0, 6–0         |
| Győztes  | 4. | 2009. október 4.   | Athén, Görögország            | Kemény  | Eléni Danjilídu   | 6–2, 6–1         |
| Döntős   | 2. | 2009. október 18.  | Joué-lès-Tours, Franciaország | Kemény  | Sofia Arvidsson   | 2–6, 6–7(7)      |
| Győztes  | 5. | 2009. november 1.  | Poitiers, Franciaország       | Kemény  | Sofia Arvidsson   | 6–4, 6–4         |
| Győztes  | 6. | 2010. július 18.   | Contrexéville, Franciaország  | Salak   | Olivia Sanchez    | 4–6, 6–3, 6–1    |
| Győztes  | 7. | 2010. augusztus 1. | Bukarest, Románia             | Salak   | Zuzana Ondrášková | 3–6, 6–1, 7–6(3) |
| Győztes  | 8. | 2010. augusztus 8. | Vancouver, Kanada             | Kemény  | Virginie Razzano  | 6–1, 6–4         |

### Páros: 1 (0–1)
| $100,000 torna (0–0) |
| $75,000 torna (0–0)  |
| $50,000 torna (0–1)  |
| $25,000 torna (0–0)  |
| $10,000 torna (0–0)  |

| Borításonként |
| ------------- |
| Kemény (0–0)  |
| Salak (0–1)   |
| Fű (0–0)      |
| Szőnyeg (0–0) |

| Eredmény | #  | Dátum            | Torna                        | Borítás | Partner        | Ellenfél                              | Eredmény         |
| -------- | -- | ---------------- | ---------------------------- | ------- | -------------- | ------------------------------------- | ---------------- |
| Döntős   | 1. | 2010. július 18. | Contrexéville, Franciaország | Salak   | Sharon Fichman | Nyina Bratcsikova Jekatyerina Ivanova | 6–4, 4–6, [3–10] |

## Eredményei Grand Slam-tornákon

### Egyéni
| Grand Slam | Australian Open | Australian Open   | Roland Garros | Roland Garros     | Wimbledon      | Wimbledon          | US Open        | US Open           |
| Év         | Eredmény        | Utolsó ellenfél   | Eredmény      | Utolsó ellenfél   | Eredmény       | Utolsó ellenfél    | Eredmény       | Utolsó ellenfél   |
| 1999       | 3. kör          | Martina Hingis    | 1. kör        | E Curutchet       | Negyeddöntő    | A Stevenson        | 1. kör         | A Sánchez Vicario |
| 2000       | 1. kör          | Kuti Kis Rita     | 2. kör        | K Hrdličková      | Elődöntő       | Lindsay Davenport  | 4. kör         | Serena Williams   |
| 2001       | 1. kör          | Lindsay Davenport | 3. kör        | Mandula Petra     | 4. kör         | Lindsay Davenport  | 4. kör         | Martina Hingis    |
| 2002       | –               | –                 | Negyeddöntő   | Jennifer Capriati | 4. kör         | Daniela Hantuchová | 2. kör         | Jelena Bovina     |
| 2003       | –               | –                 | 2. kör        | Tina Pisnik       | 3. kör         | Marija Sarapova    | 2. kör         | Mary Pierce       |
| 2004       | –               | –                 | 1. kör        | T Perebijnyisz    | 1. kör         | Gisela Dulko       | 1. kör         | Nathalie Dechy    |
| 2005       | –               | –                 | –             | –                 | –              | –                  | –              | –                 |
| 2006       | 1. kör          | Virginie Razzano  | –             | –                 | Selejtező (Q1) | Selejtező (Q1)     | –              | –                 |
| 2007       | –               | –                 | –             | –                 | –              | –                  | –              | –                 |
| 2008       | Selejtező (Q2)  | Selejtező (Q2)    | –             | –                 | –              | –                  | –              | –                 |
| 2009       | Negyeddöntő     | Gyinara Szafina   | 2. kör        | J Gyementyjeva    | 1. kör         | Tatjana Malek      | 1. kör         | Kirsten Flipkens  |
| 2010       | 1. kör          | A Klejbanova      | 1. kör        | Lucie Šafářová    | Selejtező (Q2) | Selejtező (Q2)     | Selejtező (Q1) | Selejtező (Q1)    |
| 2011       | 2. kör          | Barbora Strýcová  | 1. kör        | Vera Dusevina     | 1. kör         | F Schiavone        | 2. kör         | Jelena Janković   |
| 2012       | 2. kör          | Marion Bartoli    | –             | –                 | –              | –                  | –              | –                 |

### Páros
| Grand Slam | Australian Open          | Australian Open                        | Roland Garros            | Roland Garros                  | Wimbledon                | Wimbledon                        | US Open                 | US Open                          |
| Év         | Eredmény Partner         | Utolsó ellenfél                        | Eredmény Partner         | Utolsó ellenfél                | Eredmény Partner         | Utolsó ellenfél                  | Eredmény Partner        | Utolsó ellenfél                  |
| 1999       | 3. kör Åsa Carlsson      | Yayuk Basuki Amélie Mauresmo           | –                        | –                              | 3. kör Tina Pisnik       | Mary Joe Fernández Szeles Mónika | 1. kör Tina Pisnik      | Nicole Arendt Manon Bollegraf    |
| 2000       | 3. kör Jennifer Capriati | Els Callens D van Roost                | 3. kör Jennifer Capriati | Martina Hingis Mary Pierce     | 3. kör Jennifer Capriati | J Halard-Decugis Szugijama Ai    | 2. kör Amanda Hopmans   | Alexandra Fusai Nathalie Tauziat |
| 2001       | 2. kör Jennifer Capriati | Martina Hingis Szeles Mónika           | Döntő Conchita Martínez  | V Ruano Pascual Paola Suárez   | 3. kör Conchita Martínez | Kim Clijsters Szugijama Ai       | 2. kör Nagyja Petrova   | Tina Križan K Srebotnik          |
| 2002       | –                        | –                                      | –                        | –                              | –                        | –                                | –                       | –                                |
| 2003       | –                        | –                                      | 3. kör Nagyja Petrova    | Janette Husrová Barbara Schett | 2. kör Nagyja Petrova    | M Vento-Kabchi Angelique Widjaja | 1. kör Corina Morariu   | Kim Clijsters Szugijama Ai       |
| 2004−2008  | –                        | –                                      | –                        | –                              | –                        | –                                | –                       | –                                |
| 2009       | –                        | –                                      | 2. kör A Klejbanova      | Cara Black Liezel Huber        | –                        | –                                | –                       | –                                |
| 2010       | 1. kör Petra Kvitová     | N Llagostera Vives MJ Martínez Sánchez | –                        | –                              | –                        | –                                | –                       | –                                |
| 2011       | 1. kör Sally Peers       | Bacsinszky Tímea Tathiana Garbin       | 1. kör Melanie Oudin     | A Dulgheru M Rybáriková        | 1. kör B Jovanovski      | Liezel Huber Lisa Raymond        | 1. kör Virginie Razzano | J Gajdošová B Mattek-Sands       |
| 2012       | 1. kör K Bondarenko      | Andreja Klepač Alicja Rosolska         | –                        | –                              | –                        | –                                | –                       | –                                |
| 2013       | –                        | –                                      | –                        | –                              | –                        | –                                | –                       | –                                |
| 2014       | 1. kör Storm Sanders     | Magdaléna Rybáriková Stefanie Vögele   | –                        | –                              | –                        | –                                | –                       | –                                |

## Év végi világranglista-helyezései
| Év     | 1998 | 1999 | 2000 | 2001 | 2002 | 2003 | 2004 | 2005 | 2006 | 2007 | 2008 | 2009 | 2010 | 2011 | 2012 | 2013 | 2014  |
| Egyéni | 341. | 43.  | 26.  | 8.   | 9.   | 15.  | 125. | 351. | 621. | –    | 178. | 57.  | 135. | 66.  | 259. | –    | –     |
| Páros  | –    | –    | –    | 12.  | 14.  | 27.  | 896. | –    | –    | –    | –    | –    | 506. | 887. | 389. | –    | 1103. |